# Resident Evil: Apocalypse
(Jill Valentine)
Resident Evil: Apocalypse è un film del 2004 scritto e prodotto da Paul W. S. Anderson, diretto da Alexander Witt e con protagonista Milla Jovovich.
È il secondo film della saga cinematografica Resident Evil, ispirata alla serie di videogiochi survival horror omonima prodotta da Capcom e, nello specifico, a Resident Evil 2 e Resident Evil 3: Nemesis.

## Trama
24 settembre 2002, Raccoon City. Pensando di aver contenuto l'infezione, la Umbrella Corporation fa riaprire l'Alveare causando però la fuga di persone infette così manda un convoglio di agenti a recuperare scienziati e personalità di spicco e le loro famiglie per metterle al sicuro ma, una di queste, la piccola Angela Ashford, figlia dello scienziato Charles Ashford - uno dei maggiori studiosi del virus T in quanto unico modo per curare la figlia - ha un incidente e viene abbandonata.
Tredici ore dopo. Mentre la città è devastata da un'epidemia zombi, Alice si risveglia in un laboratorio del Raccoon City Hospital, esce per strada e scoperto cosa è successo si arma fino ai denti. Inoltre, ben presto, si rende conto di aver sviluppato forza e abilità sovrumane a causa dell'esposizione al virus T ordinata dal dott. Alexander Isaacs.
Ore dopo. Mentre la Umbrella invia una squadra di forze speciali della U.B.C.S. (Umbrella Biohazard Countermeasure Service), tra cui Carlos Olivera, Nicholai Sokolov e Yuri Loginova, che però vengono infettati, gli abitanti di Raccoon City si accalcano alle porte della città per scappare ma, quando si rende conto che tra loro ci sono degli infetti, il maggiore Timothy Cain fa chiudere la città con la scusa di una quarantena, ordina di liberare il terribile Nemesis - una bioarma creata mescolando DNA umano al virus T pesantemente armata - e si prepara a distruggerla all'alba con un ordigno nucleare, che intende far passare per un incidente.
Notte fonda. Mentre gli agenti del Raccoon Police Department Jill Valentine e Peyton Wells - infettato - e la reporter Terri Morales vengono attaccati da tre Licker ma Alice li salva con azioni rocambolesche e poi incontrano L.J., ladruncolo scampato a Nemesis per pura fortuna dopo che ha ucciso dodici membri della S T.A.R.S. (Special Tactics And Rescue Squad), Ashford riesce ad individuare sua figlia e a contattare sia il gruppo di Alice che quello di Carlos attraverso i telefoni pubblici e offre loro una via di fuga se salveranno sua figlia Angela che è nascosta a scuola. Mentre si recano alla scuola, il gruppo di Alice incontra Nemesis che uccide Payton e poi attacca Alice la quale, però, riesce a fuggire con gli altri e a raggiungere l'istituto dove incontrano il gruppo di Carlos, che ha però perso Yuri per l'infezione. Dopo che Terri e Nicholai vengono uccisi e Alice guarisce Carlos con l'antivirus in possesso di Angela, il gruppo si reca al punto di evacuazione ma lo trova sorvegliato da guardie della Umbrella e da Cain che, scoperto il piano di Ashford e uccisolo, ordina ad Alice e Nemesis di combattersi in un duello all'ultimo sangue. Alice vince ma, capito che Nemesis è Matt Addison mutato, si rifiuta di ucciderlo e, questo gesto, risveglia in Nemesis il poco di Matt rimasto, si ribella a Cain e attacca i soldati della Umbrella consentendo ad Alice, Jill, Carlos, L.J ed Angela di fuggire sull'ultimo elicottero. Mentre l'elicottero parte, Nemesis viene ucciso e Cain viene lasciato alla folla di zombi attirati dal rumore, la città viene fatta saltare in aria con un ordigno nucleare che fa schiantare il velivolo sulle montagne. 
Due ore dopo, Arhlay Mountains. Una squadra di soccorso comandata dal dott. Alexander Isaacs trova i rottami dell'elicottero ma solo Alice, che versa in gravi condizioni. 
Una settimana dopo, USA. Sebbene inizialmente il video girato da Terri avesse messo in cattiva luce la Umbrella, l'azienda riesce presto a screditarlo, a far passare Jill e Carlos per terroristi e a spingere l'opinione pubblica a tornare ad apprezzarla.
Tre settimane dopo, Umbrella Medical Research Facility. Alice, sottoposta a ulteriori esperimenti dal dott. Alexander Isaacs, si libera e viene fatta evadere da Jill e Carlos, non sapendo che, in realtà, il dottore li ha semplicemente lasciati scappare in modo che Alice, ora definita Programma Alice, venga attivato nel mondo reale.

## Personaggi

### Personaggi principali
- Alice: protagonista della saga. È una ex agente di sicurezza della Umbrella Corporation affidata al controllo de La Villa che, dopo i fatti dell'Alveare, viene sottoposta a esperimenti col virus T dal dott. Alexander Isaacs al Raccoon City Hospital. Scappata dopo la fuga del virus dall'Alveare, si arma fino ai denti e scopre di aver sviluppato forza e abilità sovrumane a causa dell'esposizione al virus T. Aiuta Jill e Carlo a salvare Angela e si rifiuta di uccidere Nemesis. Ritrovata dopo lo schianto dell'elicottero su cui viaggiava, viene sottoposta ad altri esperimenti da Isaacs che poi la lascia fuggire. È interpretata da Milla Jovovich.
- agente Jill Valentine: agente del Raccoon Police Department che combatte con Alice contro gli zombi. Accusata di terrorismo dalla Umbrella, partecipa all'evasione di Alice. È interpretata da Sienna Guillory.
- agente Carlos Olivera: capo della squadra di forze speciali U.B.C.S. (Umbrella Biohazard Countermeasure Service) mandati dalla Umbrella a Raccoon City per contenere l'epidemia ma abbandonati quando la situazione si fa critica. Viene infettato ma Alice gli somministra l'antivirus. Accusato di terrorismo dalla Umbrella, partecipa all'evasione di Alice. È interpretato da Oded Fehr.
- dott. Alexander Isaacs: scienziato della Umbrella Corporation a capo del Progetto Nemesis e del Progetto Alice. È interpretato da Iain Glen.

### Altri
- Maggiore Timothy Cain: capo delle forze armate della Umbrella Corporation che ordina la chiusura della città, la liberazione di Nemesis e la distruzione della città. Uccide il dott. Ashford per poi venir ucciso dalla sua versione zombi. È interpretato da Thomas Kretschmann.
- Lloyd Jefferson "L.J." Wade: ladruncolo scampato a Nemesis e unitosi al gruppo di Alice.  È interpretato da Mike Epps.
- Angela Ashford: figlia dello scienziato Charles Ashford che, per guarirla, le ha somministrato il Virus T. Non riesce a fuggire durante l'evacuazione dei parenti delle persone rilevanti per la Umbrella ma viene salvata da Alice, Jill, Carlos ed L.J. È interpretata da Sophie Vavasseur.
- Dr. Charles Ashford: scienziato della Umbrella specializzato in virus T che ha usato il virus per curare la figlia, Angela. Aiuta Alice e gli altri a fuggire in cambio della salvezza della figlia ma, scoperto, viene ucciso da Cain che però poi, diventato zombi, ucciderà. È interpretato da Jared Harris.
- agenti Nicholai Sokolov ("Nicholai Ginovaef" in originale) e Yuri Loginova: membri della squadra di forze speciali U.B.C.S. (Umbrella Biohazard Countermeasure Service) mandati dalla Umbrella a Raccoon City per contenere l'epidemia ma abbandonati quando la situazione si fa critica. Vengono infettati e uccisi dagli zombi. Sono interpretati rispettivamente da Zack Ward e Stefan Hayes.
- Terri Morales: reporter del telegiornale locale che filma ciò che sta succedendo a Raccoon City. Viene uccise da delle bambine zombi alla scuola elementare. È interpretata da Sandrine Holt.
- Sgt. Peyton Wells: agente del Raccoon Police Department insieme a Jill. Viene infettato e poi ucciso da Nemesis. È interpretato da Raz Adoti.

### Creature
- Nemesis: una delle B.O.W. (Bio Organic Weapons) create dalla Umbrella Corporation creato dagli esperimenti effettuati su Matt Addison dopo che è stato ferito da un Licker.
- Zombi: cittadini/e di Raccoon City infettati dal Virus T sfuggito dall'Alveare e tornati in vita come zombi affamati di carne umana.
- Cani zombi: dobermann uccisi e poi rianimati dal virus T e rifugiatisi nella scuola elementare di Angela; anche loro possono trasmettere il virus a chiunque mordano. Vengono uccisi da Jill.
- Licker: feroci B.O.W. (Bio Organic Weapons) realizzate in laboratorio attraverso la somministrazione di virus T; hanno artigli molto lunghi per arrampicarsi sui muri, denti affilati e una lingua molto lunga che usano come una frusta, non hanno gli occhi e il cervello è esposto fuori dal cranio.

## Produzione e distribuzione

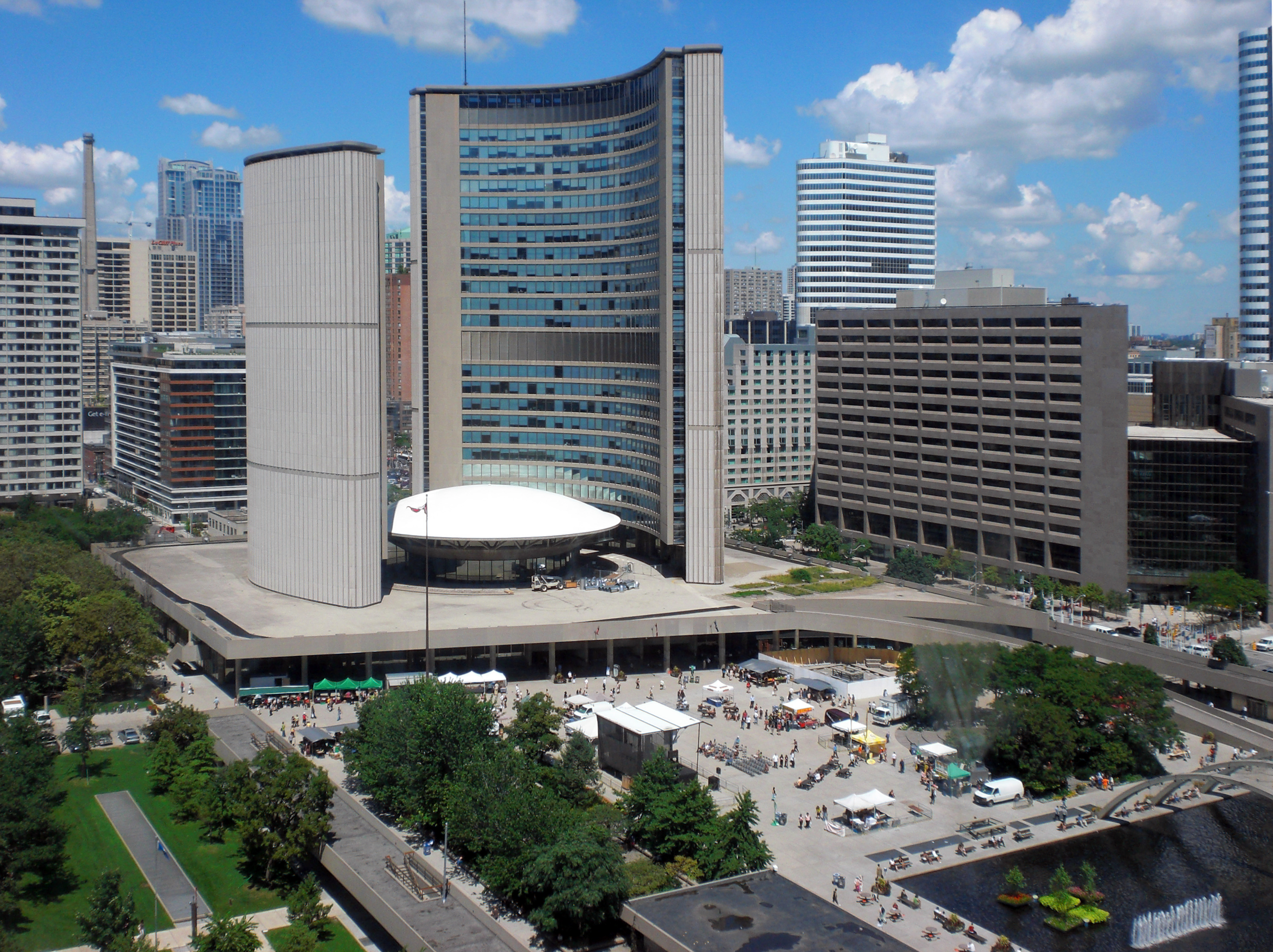
Il municipio di Toronto diventa, nel film, il municipio di Raccoon City

Con un budget di 45 000 000 di dollari, il film è stato girato tra il 6 agosto e il 10 ottobre 2003 a Toronto (Canada) - sono riconoscibili molti edifici come il municipio - ed è uscito nelle sale statunitensi il 10 settembre 2004 mentre in Italia è uscito il 5 novembre 2004. 
 Il regista Alexander Witt ha fatto la parte di un cecchino durante il film: più precisamente il cecchino che tenta di colpire Carlos sulla piattaforma dell'elicottero davanti al municipio di Raccoon City che viene però messo K.O. da Alice, la quale gli copre il mirino prima che possa colpirlo.
Il titolo del film doveva inizialmente essere Resident Evil: Nemesis ma è stato cambiato in Apocalypse dopo l'uscita del film Star Trek - La nemesi.

## Accoglienza

### Incassi
Il film ha incassato in tutto il mondo 129 300 000 di dollari superando il primo film.

### Critica
Il film ha ricevuto il 20% di critiche positive dal sito di Rotten Tomatoes sulla base di 132 recensioni mentre Metacritic ha dato al film un punteggio di 35/100 sulla base di 26 recensioni.
Dal sito Consensus si legge: «Resident Evil: Apocalypse ha un sacco di azione, ma non molto in termini di trama o creatività.»